# Ясельный переулок (Сестрорецк)
Я́сельный переу́лок — переулок в городе Сестрорецке Курортного района Санкт-Петербурга. Проходит от улицы Строителей до Ивановского переулка.
Название появилось в 1930-х годах. Связано с тем, что, вероятно, в то время здесь располагались ясли.

## Перекрёстки
- Улица Строителей
- Горский переулок
- Ивановский переулок